# Парітош Сен
Парітош Сен (*পরিতোষ সেন, 18 жовтня 1918 —22 жовтня 2008) — індійський художник, фундатор художнього об'єднання «Калькутська група».

## Життєпис
Народився у 1918 році у м. Дакка, важливому центру Бенгалії у тодішній Британській Індії (сучасна столиця Бангладеш). Замолоду виявив хист до малювання. Спочатку навчався образотворчому мистецтву у Мадрасі, згодом у провідних закладах Франції — Академії Андре Лота, Академії Ла-Гранд-Шом'єр, Школі витончених мистецтв, Луврській школі. Тут відчув вплив творчості Пабло Пікассо.
По поверненню до Індії спочатку викладав у Біхарі, а згодом у Джадавпурському університеті. У 1943 році засновує Калькутську групу, завданням якої бачив поєднання західного модернізму з індійською класикою. У 1944 році влаштовує велику виставку власних робіт у Калькуті.
У 1962 році проходить виставка майстра у Лондоні, у 1965 році — у Сан-Паулу (Бразилія). У 1969 році отримав Французьку стипендію, а наступного року — стипендію Рокфелера. Часто виставляється у Нью-Делі — у 1968, 1971, 1975 роках. У 1984 році пройшла виставка у Швеції, а у 1986 році — у Гавані (Куба). У 1988 році відбулася його остання виставка у Колкаті, де вивісив 88 своїх робіт.
Помер Парітош Сен у Колкаті 22 жовтня 2008 року від легеневої інфекції.